# Nuno Gomes
Nuno Gomes [ˈnunu ˈgomɯʃ] (* 5. Juli 1976 in Amarante, Distrikt Porto; eigentlich Nuno Miguel Soares Pereira Ribeiro) ist ein ehemaliger portugiesischer Fußballspieler.

## Karriere

### Verein
Im Alter von elf Jahren begann seine Karriere in der Talentschule von Boavista Porto. Nuno Gomes galt als eines der großen Jungtalente Portugals. Er durchlief alle Juniorenauswahlen seines Landes und wurde mit der U-18-Auswahl Europameister. Mit der U-21 nahm der Portugiese an den Olympischen Spielen 1996 teil. Sein Debüt in der Nationalmannschaft feierte Nuno Gomes bereits am 24. Januar 1996, im Alter von 19 Jahren, gegen Frankreich.
Nach der EM 2000 wechselte Gomes von Benfica Lissabon, für die er seit der Saison 1997/98 spielte, für eine Ablösesumme von 17 Millionen Euro zur AC Florenz. Allerdings gelang es ihm nicht, Gabriel Batistuta, der den Verein verlassen hatte, gleichwertig zu ersetzen. In seinen zwei Jahren in Italien schoss er nur 16 Tore und wurde am Ende der Saison 2001/02 wieder zurück nach Benfica Lissabon verkauft. Nachdem sein Vertrag im Juli 2011 bei Benfica Lissabon nicht verlängert worden war, wechselte er ablösefrei zu Sporting Braga, wo er einen Einjahresvertrag unterschrieb.

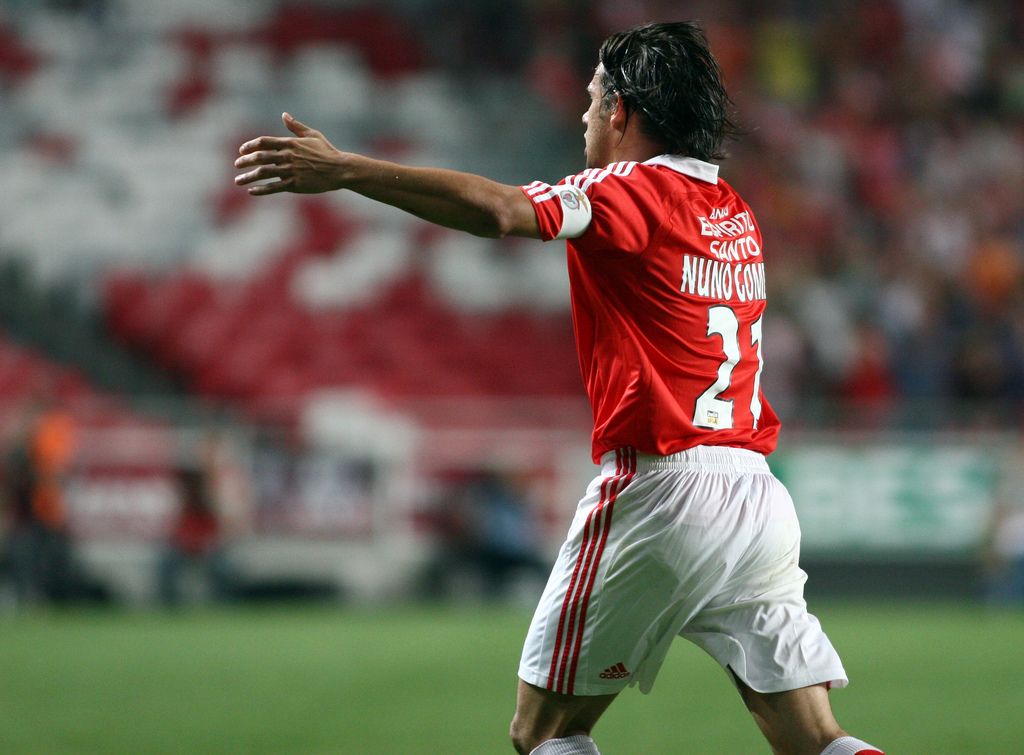
Nuno Gomes im Trikot von Benfica Lissabon (2007)

Zur Saison 2012/13 wechselte Nuno Gomes nach England zu den Blackburn Rovers. Er unterschrieb einen Zweijahresvertrag. Am 28. Juni 2013 einigte Gomes sich mit den Rovers auf eine Vertragsauflösung und beendete damit seine aktive Karriere als Spieler.

### Nationalmannschaft
Gomes nahm an der EM 2000, der WM 2002, der EM 2004, der WM 2006 und der EM 2008 teil. Bei der WM 2006 schoss er im Spiel um Platz drei gegen Deutschland nach seiner Einwechslung Portugals einziges Tor dieser Begegnung. Insgesamt verbrachte er bei der WM 2006 nur eine Halbzeit auf dem Platz, trotzdem gelang es ihm mit einem Tor auf seinem Konto die WM zu beenden. Nach dem Rücktritt von Luís Figo nach der WM 2006 wurde Nuno Gomes Kapitän der portugiesischen Nationalmannschaft. Bei der EM 2008 schoss er im Viertelfinale gegen Deutschland den Anschlusstreffer zum 1:2 (Endstand 2:3), konnte das Ausscheiden der Portugiesen aber nicht verhindern.

### Spielername
Nuno Gomes trägt seinen Künstlernamen zu Ehren des früheren Stürmers des FC Porto, Fernando Gomes.

## Erfolge

### In Vereinen
- Boavista Porto
  - Taça de Portugal: 1997

- AC Florenz
  - Coppa Italia: 2001

- Benfica Lissabon
  - Taça de Portugal: 2004
  - Portugiesischer Meister: 2005, 2010
  - Portugiesischer Super-Cup: 2005
  - Taça da Liga: 2009, 2010, 2011

### Nationalmannschaft
- Europameisterschafts-Vierter 2000
- Vize-Europameister 2004
- Weltmeisterschafts-Vierter 2006
- Europameisterschafts-Viertelfinalist 2008

## Privates
Nuno Gomes ist in zweiter Ehe verheiratet und hat eine Tochter.